# Bodensko jezero
Bodensko jezero (njem. Bodensee, fr. Lac de Constance), sedamdesetak km dugo i do 15 km široko jezero ledenjačkog podrijetla u južnom predalpskom području. Nalazi se na tromeđi Njemačke (319 km²), Švicarske (168 km²) i Austrije. Leži na 395 m.n.v., ukupne je površine 539 km² i najveće dubine 252 m. 
Na sjeverozapadu se grana na jezero Überlinger s otokom Mainauom i jezero Untersee (Donje jezero) s otokom Reichenauom. Istočni dio jezera se naziva Obersee (Gornje jezero). Jezerom protječe rijeka Rajna, bogato je ribom i važno u vodoopskrbi. Blagotvorni utjecaj jezera na podneblje omogućava uzgoj voća i vinove loze, posebice na sjevernoj obali. Bodensko jezero je važno turističko i rekreacijsko područje, preko kojeg se ljeti preveze više od milijun putnika i turista. Tragovi naseljenosti potječu od mlađeg kamenog doba. Ujedno je i najveće jezero u njemačkom govornom području.
- Pritoci:
  - Rajna, Bregenzer Ach, Argen, Radolfzeller Aach, Steinach,  Schussen, Goldach, Dornbirner Ach

- Gradovi na obali:
- Njemačka: Radolfzell, Konstanz, Überlingen, Meersburg, Friedrichshafen, Lindau
- Austrija: Bregenz
- Švicarska: Rorschach, Arbon, Romanshorn, Kreuzlingen

- Površina: 536 km² (od toga: Obersee: 473 km² Untersee 63 km²)
- Najveća dubina: 254 m
- Prosječna dubina: 90 m
- Nadmorska visina: 395,23 m
- Najveća dužina: 63 km
- Najveća širina: 14 km
- Dužina obale: 273 km, od toga:
- u Njemačkoj: 173 km (Baden-Württemberg: 155 km i Bavarska: 18 km)
- u Švicarskoj: 72 km (Kanton Thurgau i Kanton St. Gallen)
- u Austriji: 28 km (Vorarlberg)

## Vanjske poveznice
|  | Zajednički poslužitelj ima još gradiva o temi Bodensko jezero |

- Bodensko jezero Online
- Informacije o brodskim linijama